# Lidatorp och Klövsta
Lidatorp och Klövsta – miejscowość (tätort) w Szwecji, w regionie administracyjnym (län) Sztokholm, w gminie Nynäshamn.
Według danych Szwedzkiego Urzędu Statystycznego liczba ludności wyniosła: 363 (31 grudnia 2015), 375 (31 grudnia 2018) i 392 (31 grudnia 2019).